# Zgornja Pohanca
Zgornja Pohanca je naselje v Občini Brežice.

## Prebivalstvo
Etnična sestava 1991:
- Slovenci: 92 (93,9 %)
- Hrvati: 2 (2 %)
- Črnogorci: 1 (1 %)
- Neznano: 3 (3,1 %)